# Laurus azorica
Laurus azorica is een groenblijvende boom uit de laurierfamilie (Lauraceae), die endemisch is op de Azoren.

## Naamgeving enetymologie
- Synoniemen: Persea azorica Seub.
- Engels: Azores Laurel
- Duits: Azoren-Lorbeer

De botanische naam Laurus is de Latijnse benaming voor 'laurier'. De soortaanduiding azorica slaat op de vindplaats, de Azoren.

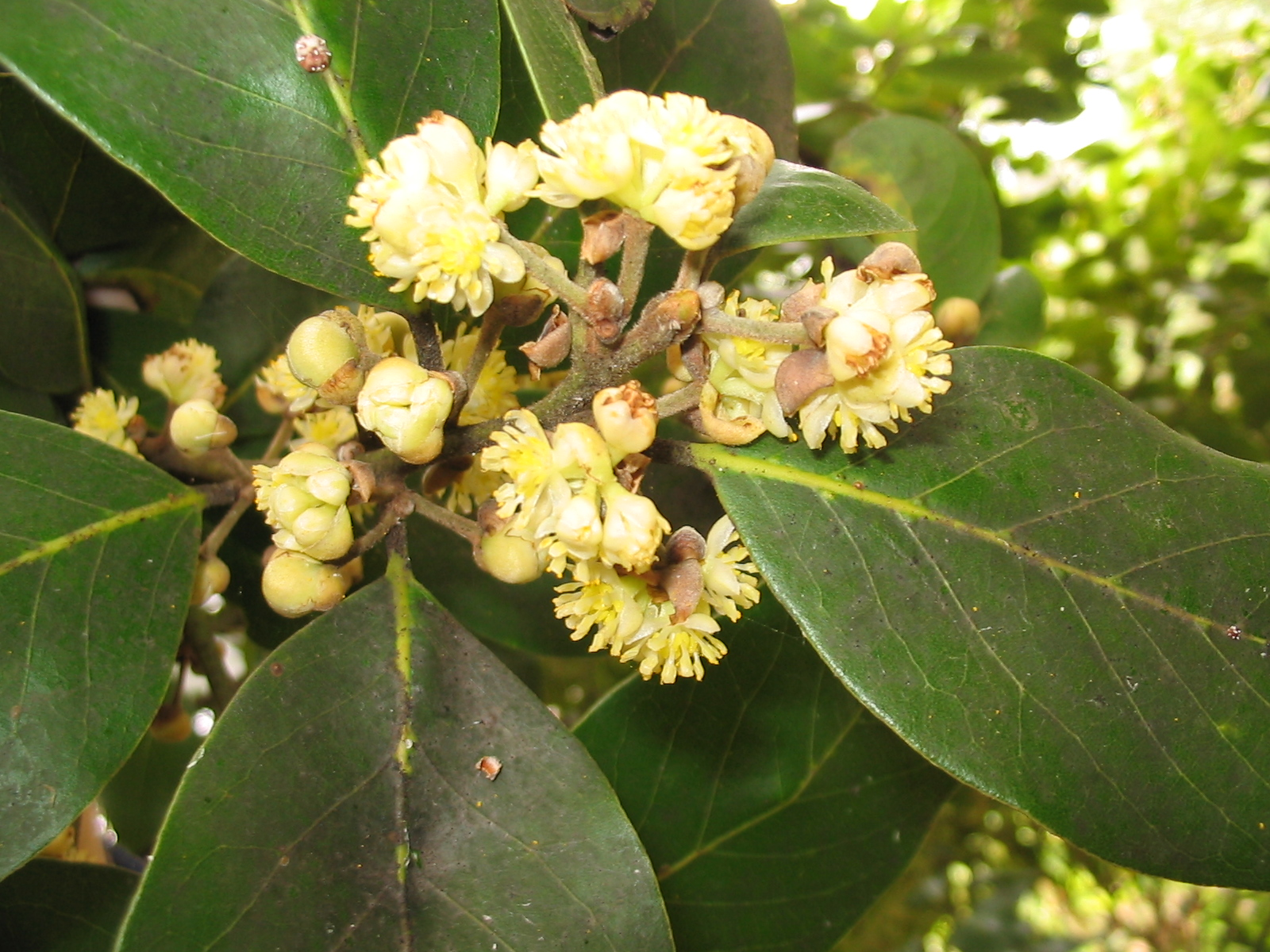
Bloemen

## Kenmerken
Laurus azorica is een tot 18 m hoge, groenblijvende boom. De stam is sterk vertakt en heeft een grijze of groene schors. De kroon is meestal zeer dicht. De bladeren zijn tot 14 cm lang, aan de bovenzijde glanzend donkergroen, leerachtig, breed eirond, gaafrandig, gesteeld en voorzien van klieren in de bladoksels. 
De plant is tweehuizig (dioecious), de vrouwelijke en mannelijke bloemen vormen zich op verschillende planten. De bloemen zijn klein, crèmewit en sterk geurend, en groeien in kleine trossen of in paren in de bladoksels. 
De vruchten zijn eivormige, gladde, 1 tot 2 cm grote bessen, die aanvankelijk groen en bij rijpheid zwart worden.

## Habitat en verspreiding
Op basis van genetische, morfologische en fysiologische verschillen zijn in 2002 alle populaties van Laurus azorica op Madeira en de Canarische Eilanden in een nieuwe soort Laurus novocanariensis opgenomen. Daardoor is het verspreidingsgebied van Laurus azorica nu beperkt en is de soort endemisch op de Azoren. De populatie op het eiland Isla de Cortegada in Galicië (Spanje) is door de mens geïntroduceerd. 
De boom komt voor op humusrijke bodems in subtropische bossen met een hoge relatieve luchtvochtigheid. Hij is kenmerkend voor het Azorische laurierbos (laurisilva) en komt daar voor in het gezelschap van Apollonias barbujana, Ocotea foetens en Persea indica.
L. azorica · L. nobilis (Gewone laurier) · L. novocanariensis